# Chirocephalus shadini
Chirocephalus shadini är en kräftdjursart som först beskrevs av Smirnov 1928.  Chirocephalus shadini ingår i släktet Chirocephalus och familjen Chirocephalidae. Inga underarter finns listade i Catalogue of Life.